# Cantón de Voiteur
El cantón de Voiteur era una división administrativa francesa, que estaba situada en el departamento de Jura y la región de Franco Condado.

## Composición
El cantón estaba formado por diecinueve comunas:
- Baume-les-Messieurs
- Blois-sur-Seille
- Château-Chalon
- Domblans
- Frontenay
- Granges-sur-Baume
- Ladoye-sur-Seille
- Lavigny
- La Marre
- Le Fied
- Le Louverot
- Le Pin
- Le Vernois
- Menétru-le-Vignoble
- Montain
- Nevy-sur-Seille
- Plainoiseau
- Saint-Germain-lès-Arlay
- Voiteur

## Supresión del cantón de Voiteur
En aplicación del Decreto nº 2014-165 de 17 de febrero de 2014, el cantón de Voiteur fue suprimido el 22 de marzo de 2015 y sus 19 comunas pasaron a formar parte del nuevo cantón de Poligny.